# Cuchilla de Belén
Die Cuchilla de Belén ist eine Hügelkette in Uruguay.
Sie befindet sich im Norden des Landes auf dem Gebiet des Departamento Artigas. Dort verläuft sie in Ost-West-Richtung und dient als Wasserscheide der Einzugsgebiete des Río Cuareim im Norden und des Río Arapey Chico im Süden. In der Cuchilla de Belén entspringen neben dem Río Arapey Chico auch der Arroyo Ñaquiñá, der Arroyo Itacumbú, der Arroyo Mandiyú und der Arroyo Guaviyú.
In der Cuchilla de Belén finden sich Achat- und Amethyst-Vorkommen.